# Raymond Thayer Birge
Raymond Thayer Birge (13 mars 1887 - 22 mars 1980) est un physicien américain. 

## Biographie
Né à Brooklyn dans une famille de scientifiques, Raymond Bridge obtient son doctorat à l'Université du Wisconsin-Madison en 1913. Il se marie au cours de la même année à Irene A. Walsh, avec qui il a deux enfants, Carolyn Elizabeth (Mme E.D. Yocky) et Robert Walsh, qui est directeur-adjoint du Laboratoire national Lawrence-Berkeley de 1973 à 1981. Après cinq ans comme professeur à l'Université de Syracuse, il devient membre du département de physique de l'Université de Californie à Berkeley où il reste jusqu'à sa retraite comme président du conseil d'administration, en 1955.
Lors de son arrivée à Berkeley, Raymond Birge recherche une collaboration avec le Berkeley College of Chemistry, alors sous la direction de Gilbert Lewis. Cependant, le soutien de Birge au modèle de Bohr de l'atome le conduit à entrer en conflit avec les chimistes qui défendaient la théorie de l'atome cubique de Lewis, plus ancienne. Raymond Birge n'est pas impressionné par la controverse scientifique et persévère dans son cours sur la structure atomique, attirant ainsi deux futurs lauréats du prix Nobel de chimie William Francis Giauque et Harold Clayton Urey. Son travail le conduit au développement de la discipline chimie physique ; son travail sur les spectres des molécules comprend le développement de la méthode de Birge-Sponer (en).
Les travaux ultérieurs de Raymond Birge sont guidés par sa perplexité devant la variété et l'inconsistance des mesures de constantes physiques fondamentales. Cet intérêt le conduit à une large maîtrise des sciences physiques et débouche sur de nombreuses publications, avec en particulier un article de 1929 dans Reviews of Modern Physics dans lequel il recommande un ensemble standard de valeurs pour les constantes basé sur ses résultats précédemment publiés. Il s'ensuit une frustration par rapport aux méthodes conventionnelles de statistiques appliquées en sciences dures qui conduit à une collaboration avec W. Edwards Deming. Après leur article conjoint de 1934 dans Reviews of Modern Physics, leurs approches divergent, W. Deming suivant le travail de Walter A. Shewhart alors que Raymond Birge s'intéresse aux approches statistiques plus conventionnelles de la méthode des moindres carrés et du maximum de vraisemblance. Son attrait pour les statistiques conduit Raymond Birge à étudier la parapsychologie dans laquelle il mène plusieurs expériences sans résultats probants.
Raymond Birge est un administrateur actif et l'architecte du prestige du département de Berkeley, attirant des physiciens comme Robert Oppenheimer et Ernest Lawrence et guidant le département lors de son âge d'or dans les années 1930 et dans les changements apportés par la Seconde Guerre mondiale comme le Projet Manhattan et la naissance de la « Big Science ». Cependant, lors de la période du maccarthisme en 1949, les Regents of the University of California (comité d'administration de Berkeley) promeuvent un serment anti-communiste devant être paraphé par tous les employés. Après une critique sincère de ce serment et après mure réflexion, Raymond Birge décide que sa loyauté envers le département et l'université lui impose de le signer et de lutter de l'intérieur pour la liberté d'expression. Nombre de ses collègues refusent de signer et sont renvoyés.
Raymond Birge meurt à Berkeley.

## Distinctions
- président de l'American Physical Society ;
- membre de l'Académie nationale des sciences ;
- diplôme honoraire de LLD de l'université de Californie à Berkeley.